# Joshua Zirkzee
Joshua Orobosa Zirkzee (Schiedam, 22 mei 2001) is een Nederlands voetballer die doorgaans als aanvaller speelt. Hij komt sinds juli 2024 uit voor Manchester United in de Premier League.

## Carrière

### Voetballer

#### Jeugd
Zirkzee werd geboren als zoon van een Nederlandse vader en een Nigeriaanse moeder in Schiedam. Hij speelde in de jeugd van VV Hekelingen, Spartaan '20, ADO Den Haag, Feyenoord en Bayern München. Hij stroomde in 2019 door vanuit de jeugd van Bayern München naar het eerste elftal.

#### Bayern München
Zirkzee debuteerde op 23 november 2018 in het tweede elftal van Bayern München in de Regionalliga Bayern, in een thuiswedstrijd tegen Pipinsried die in een 1-1 gelijkspel eindigde. Hij gaf hierin in de 85e minuut de assist voor de gelijkmaker van Kwasi Okyere Wriedt.
Bayern München II promoveerde naar de 3. Liga. Zodoende debuteerde Zirkzee in het seizoen 2019/20 onder Sebastian Hoeneß in het betaald voetbal in een met 3-1 verloren uitwedstrijd tegen Würzburger Kickers.
Op 11 december 2019 volgde zijn debuut in het eerste elftal toen hij als invaller in het veld kwam tijdens een wedstrijd in de Champions League tegen Tottenham Hotspur. Zirkzee kreeg in deze wedstrijd vier minuten speeltijd van hoofdtrainer Hans-Dieter Flick. Een week later maakte hij middels een invalbeurt tegen Freiburg zijn debuut in de Bundesliga. Hierin scoorde hij meteen met zijn eerste balcontact. Drie dagen later scoorde hij opnieuw vlak nadat hij in het veld kwam, ditmaal in een competitiewedstrijd tegen Wolfsburg. Op 29 februari 2020 maakte Zirkzee zijn basisdebuut en was hij in de 15e minuut trefzeker.
Het daaropvolgende seizoen, 2020/21, verliep moeizamer voor Zirkzee. Hij kwam niet vaak in actie en Bayern München was niet te spreken over de mentaliteit en instelling van de aanvaller.

#### Parma
Op 1 februari 2021 maakte Zirkzee een tijdelijke overstap naar het Italiaanse Parma Calcio, waar hij tot het einde van het seizoen zou gaan spelen. Aldaar kreeg Zirkzee niet veel speeltijd en raakte hij zwaar geblesseerd aan zijn knie.

#### Anderlecht
Begin augustus 2021, nadat Zirkzee hersteld was van zijn knieblessure, bereikte Anderlecht een overeenkomst met de Duitse recordkampioen om Zirkzee te huren voor een seizoen. Dat seizoen speelde hij uiteindelijk 38 officiële competitiewedstrijden voor Anderlecht, waarin hij zestien keer wist te scoren.

#### Bologna
Na zijn uitstapje naar Anderlecht maakte Zirkzee op 30 augustus 2022 een definitieve overstap naar het Italiaanse Bologna, waarmee hij terugkeerde in de Serie A. In zijn eerste seizoen maakte hij al regelmatig zijn opwachting in het elftal van Thiago Motta, maar het seizoen 2023/24 betekende echt zijn doorbraak als gangmaker in de aanvalslinie. Dit leverde interesse op van onder andere Manchester United, Juventus en AC Milan.

#### Manchester United
Op 14 juli 2024 maakte Manchester United de komst van Zirkzee wereldkundig. De aanvaller tekende een vijfjarig contract bij de ploeg van hoofdtrainer Erik ten Hag. Een maand later maakte hij bij zijn debuut voor de club als invaller tegen Fulham het enige doelpunt en daarmee de winnende treffer.

## Interlandcarrière
Zirkzee vertegenwoordigde meerdere nationale jeugdelftallen van de KNVB. In het voorjaar van 2024 werd Zirkzee voor het eerst opgenomen in de voorselectie van het Nederlands elftal door bondscoach Ronald Koeman. Vanwege een hamstringblessure kwam het echter niet tot een officiële oproep en dus bleef een debuut nog uit.
In aanloop naar UEFA Euro 2024 maakte Zirkzee opnieuw deel uit van de voorselectie, maar werd hij niet geselecteerd door Koeman. Doordat enkele blessuregevallen, onder andere Frenkie de Jong en Teun Koopmeiners moesten afhaken bij Oranje, werd Zirkzee alsnog verzocht zich aan te sluiten bij het nationale team. Op 6 juli maakt hij zijn debuut, als invaller tijdens de kwartfinale op dit eindtoernooi tegen Turkije. De wedstrijd werd met 2-1 gewonnen. Tijdens de van Engeland verloren halve finale viel hij kort in.
Op 7 september 2024 kreeg hij in het UEFA Nations League-duel tegen Bosnië voor het eerste een basisplaats, en opende hij de score voor Oranje.

## Statistieken

### Beloften
| Seizoen                   | Club              | Competitie          | Competitie | Competitie | Overig | Overig | Totaal | Totaal |
| Seizoen                   | Club              | Competitie          | Wed.       | Dlp.       | Wed.   | Dlp.   | Wed.   | Dlp.   |
| ------------------------- | ----------------- | ------------------- | ---------- | ---------- | ------ | ------ | ------ | ------ |
| 2018/19                   | Bayern München II | Regionalliga Bayern | 10         | 4          | 2      | 0      | 12     | 4      |
| 2019/20                   | Bayern München II | 3. Liga             | 16         | 2          | –      | –      | 16     | 2      |
| 2020/21                   | Bayern München II | 3. Liga             | 4          | 0          | –      | –      | 4      | 0      |
| Totaal beloften           | Totaal beloften   | Totaal beloften     | 30         | 6          | 2      | 0      | 32     | 6      |
| Bijgewerkt op 23 mei 2020 |                   |                     |            |            |        |        |        |        |

### Senioren
| Seizoen                      | Club              | Competitie         | Competitie | Competitie | Beker | Beker | Internationaal | Internationaal | Overig | Overig | Totaal | Totaal |
| Seizoen                      | Club              | Competitie         | Wed.       | Dlp.       | Wed.  | Dlp.  | Wed.           | Dlp.           | Wed.   | Dlp.   | Wed.   | Dlp.   |
| ---------------------------- | ----------------- | ------------------ | ---------- | ---------- | ----- | ----- | -------------- | -------------- | ------ | ------ | ------ | ------ |
| 2019/20                      | Bayern München    | Bundesliga         | 9          | 4          | 2     | 0     | 1              | 0              | 0      | 0      | 12     | 4      |
| 2020/21                      | Bayern München    | Bundesliga         | 3          | 0          | 0     | 0     | 1              | 0              | 1      | 0      | 5      | 0      |
| Totaal club                  | Totaal club       | Totaal club        | 12         | 4          | 2     | 0     | 2              | 0              | 1      | 0      | 17     | 4      |
| 2020/21                      | → Parma           | Serie A            | 4          | 0          | 0     | 0     | 0              | 0              | 0      | 0      | 4      | 0      |
| Totaal club                  | Totaal club       | Totaal club        | 4          | 0          | 0     | 0     | 0              | 0              | 0      | 0      | 4      | 0      |
| 2021/22                      | → Anderlecht      | Jupiler Pro League | 29         | 13         | 5     | 2     | 3              | 0              | 0      | 0      | 37     | 15     |
| Totaal club                  | Totaal club       | Totaal club        | 29         | 13         | 5     | 2     | 3              | 0              | 0      | 0      | 37     | 15     |
| 2022/23                      | Bologna           | Serie A            | 19         | 2          | 2     | 0     | 0              | 0              | 0      | 0      | 21     | 6      |
| 2023/24                      | Bologna           | Serie A            | 34         | 11         | 3     | 1     | 0              | 0              | 0      | 0      | 37     | 12     |
|                              | clubtotaal        |                    | 53         | 13         | 5     | 1     | 0              | 0              | 0      | 0      | 58     | 18     |
| 2024/25                      | Manchester United | Premier league     | 28         | 3          | 3     | 1     | 9              | 1              | 0      | 0      | 40     | 5      |
| Carrièretotaal               | Carrièretotaal    | Carrièretotaal     | 115        | 30         | 14    | 4     | 5              | 0              | 1      | 0      | 142    | 34     |
| Bijgewerkt op 15 maart 2025. |                   |                    |            |            |       |       |                |                |        |        |        |        |

| Interlands voor Nederland        | Interlands voor Nederland | Interlands voor Nederland         | Interlands voor Nederland | Interlands voor Nederland | Interlands voor Nederland |
| Interland                        | Datum                     | Wedstrijd                         | Uitslag                   | Soort Wedstrijd           | Doelpunten                |
| Als speler bij Bologna           | Als speler bij Bologna    | Als speler bij Bologna            | Als speler bij Bologna    | Als speler bij Bologna    |                           |
| -------------------------------- | ------------------------- | --------------------------------- | ------------------------- | ------------------------- | ------------------------- |
| 1.                               | 6 juli 2024               | Nederland – Turkije               | 2 – 1                     | EK 2024                   |                           |
| 2.                               | 10 juli 2024              | Nederland – Engeland              | 1 – 2                     | EK 2024                   |                           |
| Als speler bij Manchester United |                           |                                   |                           |                           |                           |
| 3.                               | 7 september 2024          | Nederland – Bosnië en Herzegovina | 5 – 2                     | Nations League 2024/25    | 13'                       |
| 4.                               | 11 oktober 2024           | Hongarije - Nederland             | 1 – 1                     | Nations League 2024/25    |                           |
| 5.                               | 14 oktober 2024           | Duitsland - Nederland             | 1 – 0                     | Nations League 2024/25    |                           |
| 6.                               | 19 november 2024          | Bosnië en Herzegovina - Nederland | 1 – 1                     | Nations League 2024/25    |                           |

## Erelijst
| Competitie                       |                   |                   |                   |                   |
| Competitie                       | Aantal            | Jaren             |                   |                   |
| Bayern München II                | Bayern München II | Bayern München II | Bayern München II | Bayern München II |
| -------------------------------- | ----------------- | ----------------- | ----------------- | ----------------- |
| 3. Liga                          | 1×                | 2019/20           |                   |                   |
| Regionalliga Bayern              | 1×                | 2018/19           |                   |                   |
| Premier League International Cup | 1×                | 2018/19           |                   |                   |
| Bayern München                   |                   |                   |                   |                   |
| UEFA Champions League            | 1×                | 2019/20           |                   |                   |
| UEFA Super Cup                   | 1×                | 2020              |                   |                   |
| Bundesliga                       | 1×                | 2019/20           |                   |                   |
| DFB-Pokal                        | 1×                | 2019/20           |                   |                   |
| DFL-Supercup                     | 1×                | 2020              |                   |                   |

1 Skorupski ·
2 Holm ·
3 Posch ·
5 Erlić ·
6 Moro ·
7 Orsolini ·
8 Freuler ·
9 Castro ·
10 Karlsson ·
11 Ndoye ·
14 Iling-Junior ·
15 Casale ·
16 Corazza ·
17 El Azzouzi ·
18 Pobega ·
19 Ferguson  ·
20 Aebischer ·
21 Odgaard ·
22 Lykogiannis ·
23 Bagnolini ·
24 Dallinga ·
26 Lucumí ·
28 Cambiaghi ·
29 De Silvestri ·
30 Domínguez ·
31 Beukema ·
33 Miranda ·
34 Ravaglia ·
80 Fabbian ·
82 Urbański ·
Coach: Italiano
1 Verbruggen ·
2 Geertruida ·
3 De Ligt ·
4 Van Dijk  ·
5 Aké ·
6 De Vrij ·
7 Simons ·
8 Wijnaldum ·
9 Weghorst ·
10 Depay ·
11 Gakpo ·
12 Frimpong ·
13 Bijlow ·
14 Reijnders ·
15 Van de Ven ·
16 Veerman ·
17 Blind ·
18 Malen ·
19 Brobbey ·
20 Maatsen ·
21 Zirkzee ·
22 Dumfries ·
23 Flekken ·
24 Schouten ·
25 Bergwijn ·
26 Gravenberch ·
Coach: Koeman